# Альтакс
Технический паспорт
Наименование продукта: ACCELERATOR МВТS (Vulkacit® DM)
Российский аналог: альтакс
Химическое наименование: дибензотиазолдисульфид
Химическая формула:

## Технические характеристики
Внешний вид Бледно-жёлтый или белый порошок или гранулы
Испытания по стандартам КНР Испытания по стандартам АСТМ
Показатель значение метод АСТМ значение
Температура начала плавления, °C, не ниже 165 D 1519 168
Потери при нагревании, %, не более 0,50 D 4571 0,40
Содержание золы, %, не более 0,50 D 4574 0,50
Остаток после просева на сите (сетка 150 um), %, не более 0,10 — -

## Физические свойства
Слабый горький вкус. Удельный вес: 1,50-1,59. Растворяется в бензоле, хлороформе, толуоле, тетрахлориде углерода. Не растворяется в воде и этиловом спирте.

## Применение
Дает умеренное плато вулканизации, вулканизация в смесях на основе натурального и синтетических каучуков протекает с умеренной скоростью. Используется в различных изделиях на основе каучуков общего назначения. Не окрашивает, не изменяет цвет изделия при применении в светлых резинах. В резинах на основе хлоропренового каучука используется также в качестве пластификатора и/или замедлителя подвулканизации. При использовании для вулканизации смесей на основе синтетических каучуков обычно требуется второй ускоритель. Имеет меньшую склонность к преждевременной вулканизации по сравнению с MBT (каптаксом).

## Хранение
Хранить в плотно закрытой таре, в прохладном, хорошо вентилируемом месте. Максимальный рекомендуемый срок хранения — 12 месяцев с даты изготовления при соблюдении условий хранения.